# Gerzensee-Schwankung
Die Gerzensee-Schwankung war eine markante, allerödzeitliche Abkühlungsphase. Sie fand im Zeitraum 11200 bis 10950 v. Chr. statt.

## Etymologie und Geschichte
Die Gerzensee-Schwankung, engl. Gerzensee oscillation, wurde nach dem Gerzensee in der Schweiz benannt (Kanton Bern). Bei der Untersuchung von Probennahmen in den Seesedimenten waren Eicher und Siegenthaler im Jahr 1976 auf sie aufmerksam geworden. Sie waren aber nicht die ersten, denn bereits 1954 hatten Krog und  1977 Usinger in dänischen Pollenanalysen einen spürbaren Rückgang der δ18O-Werte bemerkt. Auch in Wales zeigte sich derselbe Trend. Seitdem hat sich die Gerzensee-Schwankung bei zahlreichen anderen Untersuchungen im nordatlantischen Raum auffinden lassen. Eicher (1980) und Lotter u. a. (1992) interpretierten dann die Ergebnisse als eine Rückkehr zu kalten klimatischen Bedingungen während des Alleröds. Auch eine Korrelierung der Gerzensee-Schwankung mit anderen Proxydaten legte dieselbe Schlussfolgerung nahe. Die Eisbohrkerne aus Grönland wie beispielsweise Camp Century, Dye 3 und Renland zeigen ebenfalls einen deutlichen Rückgang in den δ18O-Werten.

## Stratigraphie
Die Gerzensee-Schwankung, engl. Inter Allerød Cold Period (IACP), entspricht dem Grönland-Interstadial 1b (GI-1b). Sie schließt sich dem Grönland-Interstadial 1c (GI 1c) an, der ersten Periode des Alleröds. Auf sie folgt das Grönland-Interstadial 1a (GI 1a), engl. pre Younger Dryas Warm Period, eine Warmphase vor Beginn der kalten Jüngeren Dryas.
In Nordamerika dürfte die Killarney-Schwankung zur Gerzensee-Schwankung äquivalent sein. Sie wurde mit 11160 bis 10910 Kohlenstoffjahren datiert.

## Datierung
Lowe u. a. (2008) stellen die Gerzenseeschwankung in den Zeitraum 11311 bis 11099 v. Chr. Eine recht ähnliche Zeitdauer mit 11324 bis 11039 v. Chr. fanden auch van Raden u. a. (2012). Björck u. a. (1998) fanden leicht abweichende Werte von 11180 bis 10930 v. Chr.

## Umweltparameter
Temperaturen
Die Gerzensee-Schwankung bewirkte gegenüber den beiden anderen Perioden des Alleröds einen maximalen Unterschied in den Sommerdurchschnittstemperaturen (Juli) von 2 °C, ermittelt anhand von Cladoceren. Pollenanalytisch gewonnene Daten deuten jedoch nur auf 1 °C hin.
Sauerstoffisotope
Die δ18O-Werte zeigen eine Schwankungsbreite von rund 2 ‰ VPDB (von −39 bis −41 ‰ VPDB). Das Minimum liegt bei 11100 v. Chr.

## Vulkanausbruch
Inmitten der Gerzensee-Schwankung ereignete sich der Ausbruch des phonolithischen „Laacher See“-Vulkans, datiert von van Raden (2012) mit 11084 v. Chr.

## Auswirkungen
Die Gerzensee-Schwankung hatte deutliche Auswirkungen auf terrestrische und limnische Ökosysteme und führte zu Umbrüchen in der Vegetation, erhöhter Bodenerosion und verringerter aquatischer Biomasse.
Vegetation
Charakteristisch für die Vegetationsgeschichte (beispielsweise in Dänemark) während der Gerzensee-Schwankung sind:
- Birkenminimum
- Kiefernmaximum
- starke Zunahme der Kräuterpflanzen wie Sauerampfer (Rumex) und Artemisia.

Auf die Abkühlphase folgt gewöhnlich ein Sträuchermaximum, zusammengesetzt aus Wacholder (Juniperus), Weide (Salix) und/oder Empetrum. Dies bedeutet, dass die Abkühlung während der Gerzensee-Schwankung eine Auflichtung der Birkenwälder bewirkte. Während der anschließenden Erwärmung konnten dann Licht benötigende Sträucher von den Öffnungen profitieren.